# Bill Gubelmann
Bill Gubelmann (ur. 5 marca 1943 roku w Palm Beach) – amerykański kierowca wyścigowy.

## Kariera
Gubelmann rozpoczął międzynarodową karierę w wyścigach samochodowych w 1968 roku od startów w US Formula A/F5000 Championship oraz Formula A Continental Championship. W obu seriach nie zdobywał jednak punktów. W późniejszych latach Amerykanin pojawiał się także w stawce SCCA Continental Championship for Formula B, Brytyjskiej Formuły Atlantic, Kanadyjskiej Formuły B, L & M F5000 Championship, Europejskiej Formuły 2, Formuły 2 Nogaro Grand Prix, Formuły 2 Rouen-les-Essarts Grand Prix, Europejskiej Formuły 5000, Internationales ADAC-Eifelrennen oraz Shellsport International Series.
W Europejskiej Formule 2 Amerykanin startował w latach 1973-1974. W pierwszym sezonie startów z dorobkiem pięciu punktów uplasował się na dziewiętnastej pozycji w końcowej klasyfikacji kierowców. Rok później nie zdobywał punktów.